# Alexander zu Erbach-Schönberg

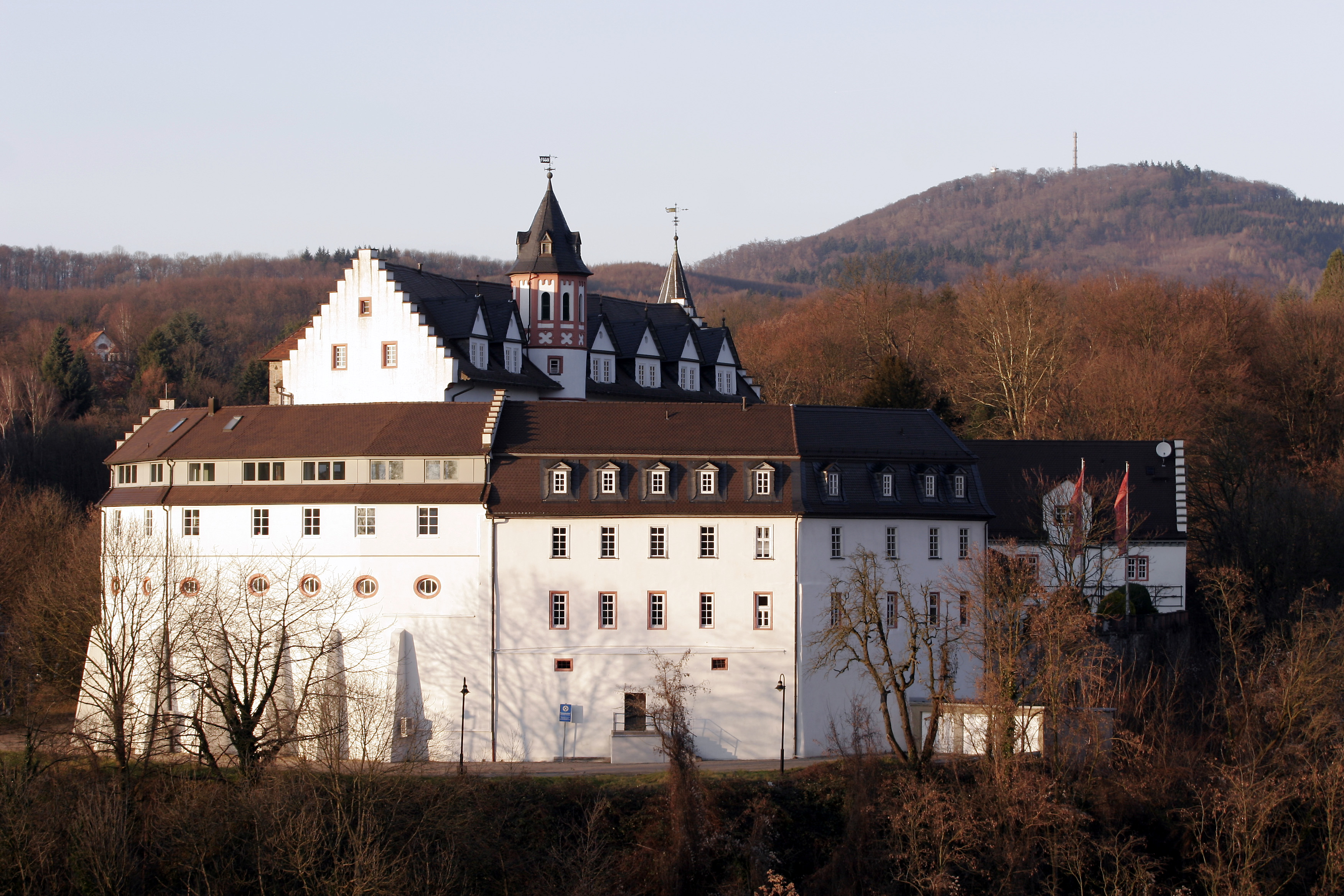
Schönberger Schloss

Alexander Ludwig Fürst und Graf zu Erbach-Schönberg (* 12. September 1872 in Schönberg bei Bensheim; † 18. Oktober 1944 in Bensheim) war der zweite und letzte Fürst zu Erbach-Schönberg und Standesherr aus dem Hause Erbach.

## Leben und Familie
Alexander zu Erbach-Schönberg war der Sohn von Gustav Ernst zu Erbach-Schönberg (1840–1908) und dessen Ehefrau Prinzessin Marie Karoline von Battenberg. Über seine Mutter war er unter anderem ein Neffe des Ersten Seelords Ludwig von Battenberg und des Fürsten von Bulgarien Alexander von Battenberg. Lord Louis Mountbatten war sein Vetter ersten Grades.
Alexander zu Erbach-Schönberg, der evangelischer Konfession war, heiratete am 3. Mai 1900 in Arolsen Louise Elisabeth Hermine Erica Pauline geborene Prinzessin von Waldeck und Pyrmont (1873–1961), die Tochter des Georg Viktor Fürst von Waldeck und Pyrmont (1831–1893) und der Helene geborene Prinzessin von Nassau (1831–1888). Das Paar hatte vier Kinder:
- Imma Prinzessin zu Erbach-Schönberg (1901–1947); sie heiratete in erster Ehe 1923 Hans-Carl Freiherr von Dörnberg und 1940 in zweiter Ehe Neil Boyd Mc Eacharn,
- Georg Ludwig Prinz zu Erbach-Schönberg (1903–1971),
- Wilhelm Ernst Prinz zu Erbach-Schönberg (1904–1946) (Tod in sowjetischer Kriegsgefangenschaft),
- Helene Prinzessin zu Erbach-Schönberg (1907–1979)

Nach Tod des Vaters wurde er 1908 sein Nachfolger in der Standesherrschaft. Mit der Standesherrschaft verbunden war ein Mandat in der Ersten Kammer der Landstände des Großherzogtums Hessen. Bereits seit 1899 hatte er seinen Vater in der Kammer vertreten. 1911 bis 1917 ließ er sich durch seinen Bruder Viktor vertreten. Mit der Novemberrevolution 1918 wurden die Vorrechte des Adels abgeschafft und seine Funktion als Standesherr entfiel. Zu Erbach-Schönberg beantragte am 30. Juni 1937 die Aufnahme in die NSDAP und wurde rückwirkend zum 1. Mai desselben Jahres aufgenommen (Mitgliedsnummer 4.497.486), ebenso traten seine Frau Elisabeth und seine Söhne Georg-Ludwig mit dessen Ehefrau und Wilhelm Ernst der Partei bei.